# Burkhard Lenz

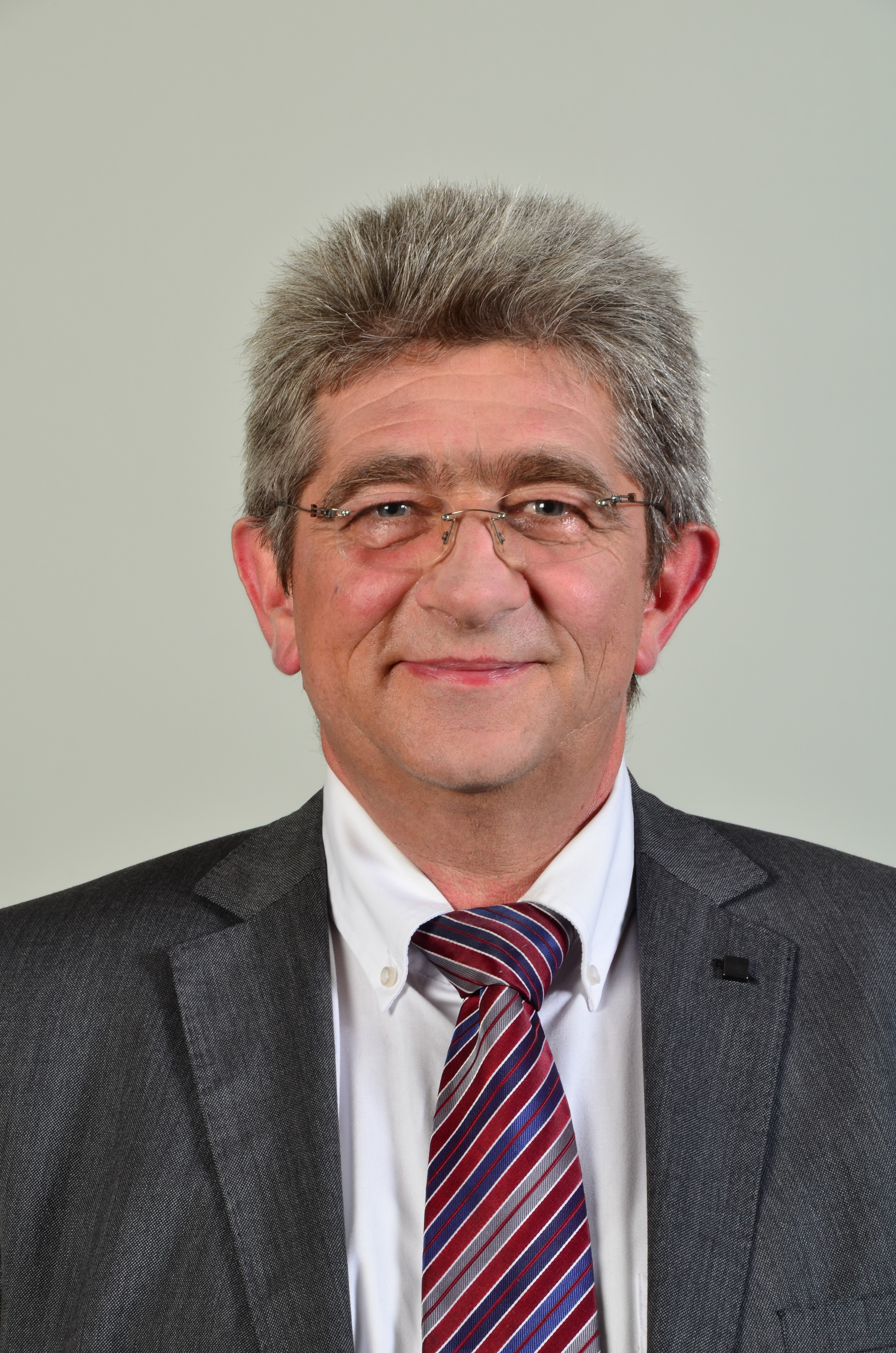
Burkhard Lenz (2013)

Burkhard Lenz (* 19. September 1958 in Binz) ist ein deutscher Politiker (CDU). Von 2006 bis 2021 war er Abgeordneter im Landtag Mecklenburg-Vorpommern.

## Leben
Lenz besuchte die Polytechnische Oberschule und machte eine Ausbildung zum Vollmatrosen der Handelsschifffahrt. Im Anschluss daran leistete er seinen 18 Monate dauernden Grundwehrdienst bei der Nationalen Volksarmee (NVA) ab und war von 1975 bis 1982 als Matrose und Bootsmann bei der Handelsschifffahrt tätig. Er absolvierte ein Studium an der Ingenieurhochschule für Seefahrt Warnemünde/Wustrow und schloss diese mit einem Kapitänspatent ab. Von 1985 bis 1990 war er als nautischer Offizier bei der Deutschen Seereederei (DSR) tätig. Seit April 1990 ist er selbstständiger Unternehmer in der Fahrgastschifffahrt. Lenz war verheiratet und hat fünf Kinder.

## Politik
Lenz ist seit 1995 Mitglied der CDU. Von 1996 bis 2005 war er Vorsitzender der CDU-Ortsgruppe Putbus und von 2008 bis 2011 Vorsitzender des CDU-Kreisverbandes Rügen. Von 1994 bis 2009 war er Mitglied des Stadtparlaments der Stadt Putbus und dort zuletzt CDU-Fraktionsvorsitzender. Er gehörte von 2014 bis 2019 erneut der Putbusser Stadtvertretung an und war dort ab 2016 Bürgervorsteher. Von 2004 bis 2011 war er Mitglied im Kreistag Rügen und nach der Gebietsreform von 2011 bis 2016 Mitglied im Kreistag Vorpommern-Rügen.
Bei den Landtagswahlen 2006, 2011 und 2016 gewann er jeweils das Direktmandat im Wahlkreis 34 – Rügen V (bis 2015: Rügen II). Er war bis 2021 Abgeordneter des Landtages Mecklenburg-Vorpommern und dort in verschiedenen Ausschüssen tätig. Lenz war Sprecher der CDU-Fraktion für Haushaltspolitik und Sprecher für Tourismus, Fischerei und Umwelt. Ab Oktober 2011 war er zudem stellvertretender Fraktionsvorsitzender.